# Drosophila ananassae
Drosophila ananassae (лат.) — вид двукрылых из семейства плодовые мушки. Является модельным организмом для генетических исследований, поскольку его легко культивировать в лаборатории. Вид имеет космополитное распространение, встречается преимущественно в тропических и субтропических областях. Близкие к Drosophila ananassae 22 вида образуют одноимённую подгруппу, встречающихся преимущественно в Юго-Восточной Азии и северо-восточной Австралии.

## История
Вид был впервые обнаружен Карлом Долешалем на острове Амбон (Индонезия) в мае 1858 году, в этом же году была подготовлена рукопись с формальным описанием нового вида, но печатный вариант опубликован в только апреле 1859 года через два месяца после смерти автора.
Видовой эпитет это вид получил, потому что собранные типовые экземпляры обнаружены на перезревших сочных и сладких плодах, особенно на спелых ананасах.
В 1921 году Алфред Стёртевант описал по материалам собранным на Кубе новый вид Drosophila caribea.
В 1935 году японский генетик Хидео Киккава установил его синонимию с Drosophila ananassae.

## Особенности генетики
От других видов рода Drosophila отличается способностью к партеногенезу, значительным уровнем спонтанной мейотической мужской рекомбинации, хромосомной изменчивостью, повышенной мутаблильностью. Организатор ядрышка связан с 4 хромосомой. У этого вида обнаружено явление спонтанного двустороннего генетического мозаицизма. Отмечено, что почти весь геном симбиотической бактерии Wolbachia был перенесен во вторую хромосому Drosophila ananassae.